# 无量识
无量识，佛教密宗术语。显教亦存此义。

## 概述
真言宗虽由释论一往立十识，其实立无量之心识也。其故，真言立心即智，智即佛，则以佛有无量，故心识亦无量也。因而本宗就胎藏界曼荼罗之诸尊，立一识八识九识十识无量识之五释：一识者，中台大日尊一种之心王也，以摄一切之心数，是与小乘成实之所立同。八识者，八叶尊八种之心王也，以摄一切之心数。是与性相二宗八识家之所立同。九识者，中台八叶九尊九种之心王也，以摄一切之心数。是与大乘华天之所立同。十识者，除前九尊，摄其余十佛刹微尘数之一切心王而为一识，此名为一切一心识（即释论之一一识心），加之以前之九识而为十识，摄一切之心数。无量识者，开上之一切一心识，即无量识也，以摄一切之心数。
是既明经中智智无边之义，佛教述理理无边智智无边之义。又五教章下说十心，以显无尽。是亦经释同曰无量无尽。